# Llei de Peukert
La llei de Peukert, declarada pel científic alemany W. Peukert el 1897, expressa la capacitat d'una bateria en funció del nivell de la qual es descarrega. A mesura que augmenta la velocitat, la capacitat de la bateria disminueix, tot i que la seva capacitat real tendeix a romandre constant. La llei de Peukert permet calcular l'energia total proporcionada per una bateria ideal.
Es representa amb l'equació següent:
{\displaystyle C_{\text{p}}=I^{k}t}
on :
- {\displaystyle C_{\text{p}}} capacitat segons Peukert, en ampere-hora;
- {\displaystyle I} corrent de descàrrega en ampere;
- {\displaystyle k} constant de Peukert, magnitud adimensional ;
- {\displaystyle t} temps de descàrrega, en hores.